# D4DJ
D4DJ (Dig Delight Direct Drive DJ) es una franquicia de medios musicales japoneses creada por Bushiroad, con historia original de Kō Nakamura. Takaaki Kidani se acredita como productor ejecutivo. Consiste principalmente en actuaciones de disc-jockey en vivo, un juego de ritmo para teléfonos inteligentes titulado D4DJ Groovy Mix y una serie de televisión de anime titulada D4DJ First Mix, que se estrenó en octubre de 2020. Un episodio especial titulado "D4DJ Double Mix" se estrenará en el tercer trimestre de 2022. Una segunda temporada titulada "'D4DJ All Mix" se estrenó el 13 de enero de 2023. El 20 de junio de 2024, Bushiroad transfirió la administración del proyecto D4DJ a DONUTS Inc.

## Argumento
Rinku acaba de mudarse a Japón desde el extranjero y se transfiere a la Academia Yoba, donde ser DJ estar de moda. Allí no tarda en presenciar un concierto que la deja profundamente impresionada, así que decide formar su propia unidad de Dj junto a Maho Akashi, Muni Ohnaruto y Rei Togetsu. Juntas se relacionarán con otras unidades de DJ como son Peaky P-key y Photon Maiden a la vez que aspiran a triunfar.

## Grupos

### Happy Around!
El nuevo grupo DJ con temática idol de la Academia Yoba. Su nombre vino de la  costumbre de Rinku de decir la frase mientras giraba alegremente. Su estilo de género musical principal es una combinación de J-pop y dubstep. También usan happy hardcore y gabber.
Rinku Aimoto (愛本 りんく Aimoto Rinku?)
 Seiyū: Yūka Nishio, Andrea Higa (español latino)
Habiendo vivido a bordo desde que era niña, Rinku finalmente regresa a Japón y actualmente vive con sus abuelos. Después de ver la actuación de Peaky P-Key, más tarde se inspiró para crear su propio grupo DJ junto a Maho y nombrarla "Happy Around!". Si bien a veces puede ser vista como un bicho raro, en realidad puede hacer corresponder la música moviendo su cuerpo. Su nombre es un juego de la palabra "link".
Maho Akashi (明石 真 秀 Akashi Maho?)
 Seiyū: Karin Kagami, Agostina Longo (español latino)
Una locutor DJ de la escuela con el nombre de "Mash". Maho comenzó su actividad de DJ después de ver un concierto al aire libre cuando era pequeña. Inicialmente intenta rechazar la invitación para formar el grupo DJ de Rinku hasta que se da cuenta de lo serio que es ella al respecto.
Muni Ohnaruto (大 鳴 門 む に Ohnaruto Muni?)
 Seiyū: Haruka Mimura, Noelia Lestani (español latino)
Como ilustradora, Muni ha llamado la atención en internet gracias a sus dibujos. La razón por la que ha estado persiguiendo su arte es gracias a Rinku, quien elogió su dibujo. Al escuchar que Rinku ha formado su propio grupo DJ, decide unirse a ella de mala gana, pero casi se retira de ello por sufrir pánico escénico.
Rei Togetsu (渡 月 麗 Togetsu Rei?)
 Seiyū: Kanon Shizaki (2019–2022), Maiko Irie (2022–presente), Luciana Falcón (español latino)
Al haber nacido en una familia adinerada, Rei recibió lecciones en todo tipo de actividades. Sin embargo, sus padres tienen expectativas estrictas y ella quiere liberarse de ello.

### Peaky P-Key
Un popular grupo DJ con temática de Hollywood de la Academia Yoba. Se formó durante sus años de escuela secundaria. También conocido como Peaky, su estilo musical es una combinación de techno, hip-hop y música rave.
Kyoko Yamate (山 手 響 子 Yamate Kyoko?)
 Seiyū: Aimi, Kámala Videla (español latino)
La carismática líder de Peaky P-Key. Nacida en una familia de músicos, tiene un talento natural para la música. Más tarde desarrolla una admiración por Happy Around! después de ver su primer concierto.
Shinobu Inuyose (犬寄 しのぶ Inuyose Shinobu?)
 Seiyū: Miyu Takagi, Vanina García (español latino)
Una DJ que es el cerebro de Peaky P-key. Ella y Kyoko son amigas de la infancia y tienen una gran confianza la una en la otra. Además de ser una DJ experta, también sobresale en remezclar y hacer pistas. Fuera de su actividad de DJ, disfruta de los juegos en línea.
Yuka Jennifer Sasago (笹子・ジェニファー・由香 Sasago Jenifā Yuka?)
 Seiyū: Moeka Koizumi, Micaela Oddera (español latino)
Yuka es la maquilladora de Peaky P-key. Conoció a Kyoko mientras buscaba el "mejor momento" para capturar con su cámara y decidió unirse al grupo como VJ. Criada por padres que trabajan como entrenadores de gimnasia, es muy alegre y amable con todos, y le encanta animar a sus compañeras de grupo, a quienes considera sus mejores amigas.
Esora Shimizu (清水 絵空 Shimizu Esora?)
 Seiyū: Reo Kurachi, Florencia Coianis (español latino)
La autoproclamada "encantadora" miembro de Peaky P-key. Como animadora nativa, se unió al grupo para brindar entretenimiento a todos. Incluso está dispuesta a gastar su propia fortuna para lograr este objetivo. Ella es experta en hacer que la gente baje la guardia y diga lo que piensa. Esora también es amiga de la infancia de Kurumi, miembro de Lyrical Lily.

### Photon Maiden
Un grupo DJ de temática futurista que trabaja bajo una agencia de entretenimiento. Su estilo musical es una combinación de trance , techno y música dance.
Saki Izumo (出雲 咲姫 Izumo Saki?)
 Seiyū: Risa Tsumugi, Martina Panno (español latino)
Saki es una chica talentosa que sobresale tanto en el estudio como en los deportes. Al tener "sinestesia", puede ver el color en la música. A pesar de sus extraordinarias habilidades, la personalidad de Saki es como una muñeca. Rara vez muestra emoción a menos que esté en el escenario.
Ibuki Niijima (新島 衣舞紀 Nījima Ibuki?)
 Seiyū: Ami Maeshima, Solana Pastorino (español latino)
El miembro atlético de Photon Maiden, habiendo participado en muchos deportes desde la infancia. En la secundaria, se enganchó a la alegría de bailar y cantar y comenzó a asistir a una escuela de producción de espectáculos.
Towa Hanamaki (花巻 乙和 Hanamaki Towa?)
 Seiyū: Haruki Iwata, Carolina Odena (español latino)
Towa asiste activamente a los festivales locales debido a la participación de su familia en la organización juvenil local. Como gran entusiasta de las idols, todavía va a conciertos de idols y trata de aprender de sus actuaciones. Le encantan los alimentos dulces, pero Ibuki a menudo la regaña por querer comer alimentos ricos en calorías antes de las actuaciones.
Noa Fukushima (福島 ノア Fukushima Noa?)
 Seiyū: Hinata Satō, Ángeles Lescano (español latino)
Noa se interesó por el teatro gracias a su amor por la literatura y decidió convertirse en intérprete cuando fue elogiada en un taller de teatro. Muy curiosa y llena de conocimientos, se vuelve comunicativa cuando se trata de cosas que le interesan.

### Merm4id
Un glamoroso grupo DJ con temas de verano creada por estudiantes universitarias de primer año. Su objetivo de hacerse famoso como Photon Maiden. Si bien su estilo musical es similar al de ellos, su estilo musical es una combinación de trance y música rave.
Rika Seto (瀬戸 リカ Seto Rika?)
 Seiyū: Natsumi Hirajima
Sosteniendo "¡Life is to enjoy!" como su lema, Rika lleva una vida universitaria positiva. Le encanta bailar y cantar con sus amigos en las fiestas. Ella comienza sus actividades de DJ con su mejor amiga Marika junto con Saori y Dalia a quienes conoció por casualidad.
Marika Mizushima (水島 茉莉花 Mizushima Marika?)
 Seiyū: Mei Okada
Marika es una chica tranquila con un ambiente reconfortante. Además de estudiante universitaria, también trabaja como modelo. Ella era el centro de atención al ingresar a la universidad, pero se hizo amiga de Rika, quien pudo hablar con ella a pesar de toda la atención.
Saori Hidaka (日高 さおり Hidaka Saori?)
 Seiyū: Himari Hazuki
Saori comenzó su carrera como DJ en la escuela secundaria y, debido a su naturaleza trabajadora, ha desarrollado un cierto nivel de técnica. Su pensamiento pesimista le impidió pinchar activamente, incluso como estudiante universitaria. Rika la obligó a unirse al grupo, pero decidió cambiar su mentalidad y lograr sus objetivos.
Dalia Matsuyama (松山 ダリア Matsuyama Daria?)
 Seiyū: Ai Negishi
Dalia se dedica a la práctica de ballet, danza tradicional japonesa, danza contemporánea y cualquier otra forma de danza para convertirse en una bailarina de género. También actúa como guardaespaldas del grupo.

### Rondo
Un grupo DJ con temas de rock gótico está formada por estudiantes universitarios de primer año que trabajan en un club famoso. Su estilo musical es principalmente una combinación de trance y rock con toque de drum and bass.
Tsubaki Aoyagi (青柳椿 Aoyagi Tsubaki?)
Seiyū: Rihona Kato
Una vocalista que ha estado tarareando melodías desde que tiene uso de razón. Aoi le pidió a Tsubaki que se uniera al grupo DJ, que carecía de vocalista, y rápidamente llamó la atención tan pronto como se unió.
Nagisa Tsukimiyama (月 見 山 渚 Tsukimiyama Nagisa?)
Seiyū: Sae Ōtsuka (2019–2024), Shuri Miyumi (2024–presente)
Nagisa es la prima de Shinobu que creció en una familia amante de la música rock. Se encontró con el club donde Aoi actuaba como DJ cuando estaba buscando un lugar para practicar, y a menudo también visita la casa de Hiiro.
Hiiro Yano (矢野 緋 彩 Yano Hiiro?)
Seiyū: Haruna Momono
La miembro mayor del grupo de Rondo. Como VJ, su conocimiento en arte le permite construir la cosmovisión única del grupo.
Aoi Miyake (三 宅 葵 依 Miyake Aoi?)
Seiyū: Tsunko
Aoi es un DJ que actúa exclusivamente para un club de solo miembros con una larga trayectoria. Se interesó por la habilidad de canto de Tsubaki y le pidió que formara un grupo DJ.

### Lyrical Lily
Un grupo DJ con temática de princesa de una prestigiosa escuela. Su estilo musical es una combinación de trance, house y música clásica
Miyu Sakurada (桜田美夢 Sakurada Miyu?)
Seiyū: Hazuki Tanda
Miyu es una estudiante de secundaria de buen corazón y buena conducta. Comenzó sus actividades de DJ cuando se encontró con algunos equipos analógicos con sus amigos. Le encanta cantar y conoce bien las canciones populares de la era Showa, así como la música nostálgica debido a la influencia de su familia.
Haruna Kasuga (春日 春 奈 Kasuga Haruna?)
Seiyū: Amane Shindō
Haruna es una chica seria que pertenece al comité disciplinario de su escuela secundaria. Su naturaleza bondadosa siempre la mete en todo tipo de problemas.
Kurumi Shiratori (白鳥 胡桃 Shiratori Kurumi?)
Seiyū: Ruka Fukawaga
Kurumi es la amiga de la infancia de Esora. Una chica alegre que ama las cosas divertidas. Aburrida de estar en una escuela estricta para niños de familias ricas y prestigiosas, Kurumi siempre está buscando formas de hacer algún tipo de travesura.
Miiko Takeshita (竹 下 み い こ Takeshita Miiko?)
Seiyū: Yuzuki Watase
A Miiko le encanta jugar y también ama a sus compañeros de Lyrical Lily. Ella siempre es alegre y puede ser amiga de cualquiera. Tiene el sueño de viajar por todo el mundo y hacer amigos en muchos países diferentes.

### Call Of Artemis
La unidad se formó en el pasado por cuatro miembros que se conocieron en la Academia Yoba, y su actuación abrumadora los hizo populares de inmediato, dándoles la oportunidad de ocupar el puesto número 1 en su escuela durante su debut. Sin embargo, en el apogeo de su popularidad, la unidad cesó repentinamente sus actividades. 
Descripción:
Call of Artemis es un grupo secundario de DJ de chicas en la franquicia Dig Delight Direct Drive DJ, que aparece principalmente en Groovy Mix.
Está formado por los miembros de Lynx Eyes y Scarlet Canary : Amano Airi , Himegami Shano , Kase Mana y Takao Toka .
Airi Amano (天野 愛莉 Amano Airi?)
 Seiyū: Nana Mizuki
Ocho años antes de los eventos de la historia principal, Airi pertenecía a una unidad compuesta por Kase Mana , Himegami Shano y Takao Toka . Eran increíblemente populares; sin embargo, surgieron diferencias creativas entre ellos que resultaron en la disolución de la unidad. Algún tiempo después, el destino uniría a Airi y Shano una vez más cuando actuaron juntas en D4 FES.
Shano Himegami (姫神 紗乃 Himegami Shano?)
 Seiyū: Raychell
Ocho años antes de los eventos de la historia principal, Shano pertenecía a una unidad compuesta por Airi , Mana y Toka . Eran increíblemente populares, lo que llevó a las agencias de talentos a contactarlos. Tanto ella como Toka siempre habían planeado seguir una carrera en la industria de la música, pero dudaban en continuar sin sus nuevos amigos. Sin embargo, aceptaron la oferta ante la insistencia de Airi y Mana, lo que llevó a la disolución de la unidad y la formación de la unidad profesional Lynx Eyes. [1] Algún tiempo después, el destino uniría a Airi y Shano una vez más cuando actuaron juntas en D4 FES
Mana Kase (嘉瀬 茉奈 Kase Mana?)
 Seiyū: Arisa Komiya
Mana es una DJ activa que pasa su tiempo actuando en el extranjero en Estados Unidos.  Con una personalidad alegre y tranquila, y con muchos amigos, tiene la apariencia de una elegante "hermana mayor", pero en realidad tiene un lado asertivo y directo de sí misma y puede ser bastante franca.  Le encanta el aire libre y su pasatiempo favorito es acampar sola.
Tōka Takao (高尾 灯佳 Takao Tōka?)
 Seiyū: Hinako Umemura
Toka es un creador de pistas competente que trabaja bajo múltiples seudónimos. Ella dice que la razón de esto es porque quiere que sus canciones se destaquen por sus propios méritos, sin su nombre adjunto. Está enfocada, motivada y es una perfeccionista que solo va a casa cuando es necesario. Su bebida favorita es el agua. Tiende a actuar más joven que su edad y se la describe como una llorona.

### UniChØrd
Una unidad de DJ de pop-house formada por Michiru Kaibara a pedido de Lumina Ichihoshi. Su estética cósmica es relativamente cercana a la de Photon Maiden, sin embargo, con un estilo más ligero y alegre. Aunque los personajes queer o vagamente queer han estado en la franquicia antes, esta es la primera unidad que incluye miembros que están en una relación abiertamente lesbiana.
Michiru Kaibara (海原 ミチル Kaibara Michiru?)
 Seiyū: Kotori Koiwai
Michiru es una DJ independiente y amiga de la infancia de Shinobu antes de la participación de Shinobu en Peaky. Su objetivo es superar a Shinobu y tiende a tener expresiones extrañas y exageradas. Más tarde, Michiru es invitada a formar una unidad compuesta por ella y otras tres chicas, siendo la DJ de esa unidad.
Lumina Ichihoshi (一星 ルミナ Ichihoshi Rumina?)
 Seiyū: Karin Takahashi
Lumina es una popular cantante virtual que invita a Michiru, Kokoa y Hayate a formar una unidad de DJ con ella.
Kokoa Shinomiya (四ノ宮 心愛 Shinomiya Kokoa?)
 Seiyū: Yura Akari
Kokoa es una estudiante de primer año de lengua afilada en la Academia Arisugawa que es invitada a formar una unidad de DJ compuesta por ella y otras tres chicas. Ella está en una relación romántica con Hayate.
Hayate Tendo (天堂 はやて Tendo Hayate?)
 Seiyū: Yūki Tenma
Hayate es una poética estudiante de primer año en la Academia Arisugawa que es invitada a formar una unidad de DJ compuesta por ella y otras tres chicas. Ella está en una relación romántica con Kokoa.

### Abyssmare
Una unidad de DJ en el extranjero que se enfrentará a las unidades de DJ de Japón.
Neo (ネオ?)
 Seiyū: May'n
La líder sereno y vocalista de Abyssmare. Su objetivo es convertirse en la mejor vocalista del mundo.
Sophia (ソフィア Sofia?)
 Seiyū: Yūka Aisaka
La lector de humor y DJ de Abyssmare. Tiene baja autoestima debido a su mala educación, pero llega a adorar a Neo después de que su voz salvó la vida de Sophia.
Elsie (エルシィ Erushī?)
 Seiyū: Tomomi Jiena Sumi
La bailarina y el coro, así como el autoproclamado "número 2" de Abyssmare. Una mujer inteligente a pesar de su linda apariencia que ha estudiado ballet desde que era joven. A menudo discute con Weronika.
Weronika (ヴェロニカ Veronika?)
 Seiyū: Misuzu Yamada
La bailarina y subvocal de Abyssmare. Tiene mal genio pero tiene un lado compasivo, especialmente con los niños. Tiene una fuerte rivalidad con Neo y, a menudo, discute con Elsie.

## Medios

### Anime
Una serie de televisión de anime titulada "D4DJ First Mix" se anunció por primera vez en 2019. La serie está animada por Sanzigen y dirigida por Seiji Mizushima. Mientras que el primer episodio tuvo un debut temprano el 22 de octubre de 2020, la serie se estrenó oficialmente el 30 de octubre de 2020 en Tokyo MX, BS NTV, YouTube y otros canales. Nana Mizuki y Raychell interpretan el tema de salida. Bushiroad anunció la transmisión mundial, incluso en América del Norte, Funimation, Crunchyroll y Sentai Filmworks, este último también lanzará la serie en Blu-ray en el futuro, además de la transmisión HIDIVE en más partes del mundo. Medialink también obtuvo la licencia de la serie y la transmitió en su canal de YouTube Ani-One en el sur y sudeste de Asia. Aniplus Asia transmitió simultáneamente la serie en el sudeste asiático.
Adicionalmente, el anime tuvo doblajes al chino, inglés y español, siendo esta la última en estrenarse el 9 de febrero de 2021. Disponibles en su canal oficial de Youtube.
EEl 13 de marzo de 2022, se anunció un episodio especial titulado D4DJ Double Mix. Seiji Mizushima se desempeñará como director en jefe, mientras que Daisuke Suzuki se desempeñará como director. Se estrenará el 19 de agosto de 2022.
El 8 de abril de 2022, se anunció una segunda temporada titulada D4DJ All Mix. Contará con seis grupos musicales, incluido Lyrical Lily. El personal repetirá sus roles con Daisuke Suzuki como director y Seiji Mizushima regresando como director en jefe. Se estrenará el 13 de enero de 2023. Lyrical Lily interpretará el tema de apertura "Maihime", mientras que varios miembros del reparto interpretarán el tema final "Around and Around".

### Manga
Una adaptación de manga titulada D4DJ: The story of Happy Around! fue lanzado en Bushiroad 's mensual Bushiroad revista el 8 de octubre de 2020.

### Juego móvil
D4DJ Groovy Mix es un juego de ritmo móvil gratuito desarrollado por Donuts y publicado por Bushiroad para las plataformas Android e iOS. El 20 de febrero de 2020 se lanzó una versión de demostración del juego titulada D4DJ Groovy Mix D4U Edition. La versión completa del juego se lanzó en Japón el 25 de octubre de 2020. También se está desarrollando una versión en inglés.